# Notylia yauaperyensis
Notylia yauaperyensis är en orkidéart som beskrevs av João Barbosa Rodrigues. Notylia yauaperyensis ingår i släktet Notylia och familjen orkidéer. Inga underarter finns listade i Catalogue of Life.